# Project Management Professional
Project Management Professional (PMP) és una certificació (credencial) oferta pel Project Management Institute (PMI). Amb data 31 de maig de 2021, hi havia 1.151.458 persones certificades PMP a nivell mundial.
La credencial s'obté mitjançant la documentació de 3 o 5 anys d'experiència en gestió de projectes, completant 35 hores de formació relacionada amb la gestió de projectes, i obtenint un determinat percentatge de les preguntes a un examen escrit multi-opció.

## Altres credencials del PMI
PMP (Project Management Professional) és un dels cinc oferts per les credencials del PMI:<
- CAPM Certified Associate in Project Management
- PMP Project Management Professional
- PgMP Program Management Professional
- PMI PGR PMI de Gestión de Riesgos Profesionales
- PMI SP PMI Scheduling Professional SP